# Pouligny-Saint-Pierre
Pour les articles homonymes, voir Pouligny-Saint-Pierre (homonymie) et Pouligny.
Pouligny-Saint-Pierre est une commune française située dans le département de l'Indre, en région Centre-Val de Loire.

## Géographie

### Localisation
La commune est située dans l'ouest du département, dans la région naturelle du Blancois, au sein du parc naturel régional de la Brenne. La réserve naturelle régionale du Bois des Roches est situé sur son territoire.
Les communes limitrophes sont : Sauzelles (3 km), Fontgombault (4 km), Saint-Aigny (4 km), Preuilly-la-Ville (5 km), Le Blanc (5 km), Douadic (6 km), Lureuil (7 km) et Tournon-Saint-Martin (9 km).
Les communes chefs-lieux et préfectorales sont : Le Blanc (5 km), Châteauroux (52 km), La Châtre (73 km) et Issoudun (78 km).

### Hameaux et lieux-dits
Les hameaux et lieux-dits de la commune sont : Mont la Chapelle, Bénavent, les Tessonnières, la Boudinière, Launeau, les Chezeaux, Gormont, la Billarderie, la Bergelière, la Chaume, Vesché, la Bigoureau, la Gatevine, Cherves, Champ Cornu, la Josière, les Chirons, la Riauté, les Petits Veillons, les Grands Veillons, les Brousses, Montaigu, Pied Marteau, Azé, le Breuil, Peziers, les Clous, Coulvray, le Grand Boussé et Petit Boussé.

### Géologie et hydrographie
Pouligny-Saint-Pierre dispose de six cavités souterraines naturelles nommé « grotte Chabot, grotte de l'Hyène, grotte de Mont la Chapelle, grottes de l'Arche, gouffre du Rafou et grotte des Roches n° 3 ».
La commune est classée en zone de sismicité 2, correspondant à une sismicité faible.
Le territoire communal est arrosé par les rivières Creuse (au sud) et Suin (au nord).

### Climat
Pour des articles plus généraux, voir Climat du Centre-Val de Loire et Climat de l'Indre.
En 2010, le climat de la commune est de type climat océanique dégradé des plaines du Centre et du Nord, selon une étude du CNRS s'appuyant sur une série de données couvrant la période 1971-2000. En 2020, Météo-France publie une typologie des climats de la France métropolitaine dans laquelle la commune est exposée à un climat océanique altéré et est dans une zone de transition entre les régions climatiques « Centre et contreforts nord du Massif Central » et « Poitou-Charentes ».
Pour la période 1971-2000, la température annuelle moyenne est de 11,8 °C, avec une amplitude thermique annuelle de 15 °C. Le cumul annuel moyen de précipitations est de 752 mm, avec 11,5 jours de précipitations en janvier et 6,8 jours en juillet. Pour la période 1991-2020, la température moyenne annuelle observée sur la station météorologique de Météo-France la plus proche, sur la commune du Blanc à 5 km à vol d'oiseau, est de 12,9 °C et le cumul annuel moyen de précipitations est de 776,4 mm,. Pour l'avenir, les paramètres climatiques de la commune estimés pour 2050 selon différents scénarios d'émission de gaz à effet de serre sont consultables sur un site dédié publié par Météo-France en novembre 2022.

### Voies de communication et transports
Le territoire communal est desservi par les routes départementales : 17, 43, 60, 61, 61B, 62, 950 et 975.
La ligne de Port-de-Piles à Argenton-sur-Creuse passait par le territoire communal, une gare (Pouligny-Saint-Pierre) desservait la commune. De plus, la ligne de Salbris au Blanc passait aussi par le territoire communal, une gare (Azé) desservait la commune. Les gares ferroviaires les plus proches sont les gares d'Argenton-sur-Creuse (43 km) et Châtellerault (46 km).
Pouligny-Saint-Pierre est desservie par la ligne P du Réseau de mobilité interurbaine.
L'aéroport le plus proche est l'aéroport de Châteauroux-Centre, à 64 km.
Le territoire communal est traversé par le sentier de grande randonnée de pays de la Brenne et par la voie verte des Vallées.

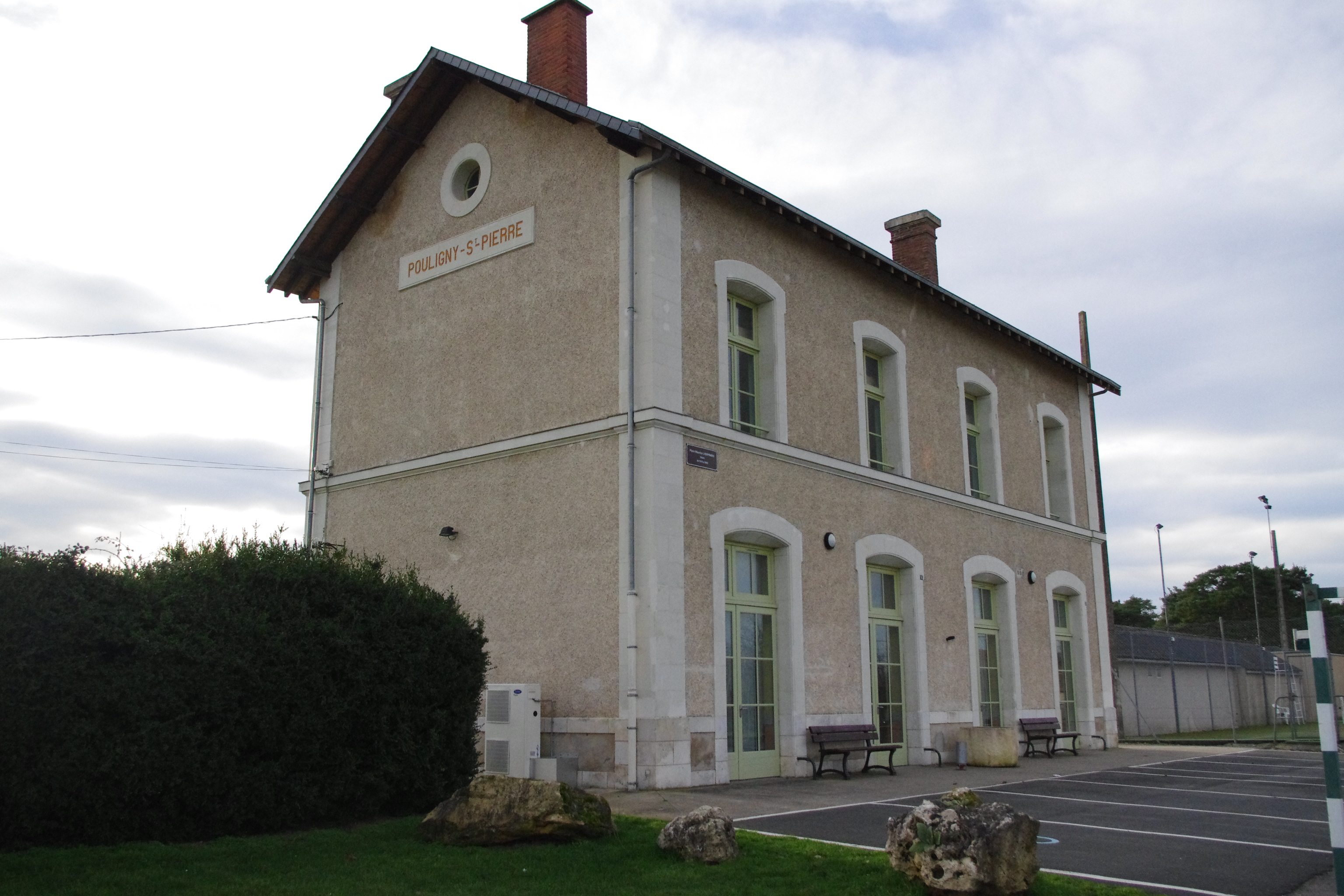
L'ancienne gare en 2013.

## Urbanisme

### Typologie
Au 1er janvier 2024, Pouligny-Saint-Pierre est catégorisée commune rurale à habitat dispersé, selon la nouvelle grille communale de densité à sept niveaux définie par l'Insee en 2022.
Elle est située hors unité urbaine. Par ailleurs la commune fait partie de l'aire d'attraction du Blanc, dont elle est une commune de la couronne,. Cette aire, qui regroupe 23 communes, est catégorisée dans les aires de moins de 50 000 habitants,.

### Occupation des sols
L'occupation des sols de la commune, telle qu'elle ressort de la base de données européenne d’occupation biophysique des sols Corine Land Cover (CLC), est marquée par l'importance des territoires agricoles (76,6 % en 2018), une proportion sensiblement équivalente à celle de 1990 (76,8 %). La répartition détaillée en 2018 est la suivante : 
terres arables (47,5 %), zones agricoles hétérogènes (24 %), forêts (21,8 %), prairies (4,6 %), zones urbanisées (1,6 %), cultures permanentes (0,5 %). L'évolution de l’occupation des sols de la commune et de ses infrastructures peut être observée sur les différentes représentations cartographiques du territoire : la carte de Cassini (XVIIIe siècle), la carte d'état-major (1820-1866) et les cartes ou photos aériennes de l'IGN pour la période actuelle (1950 à aujourd'hui).

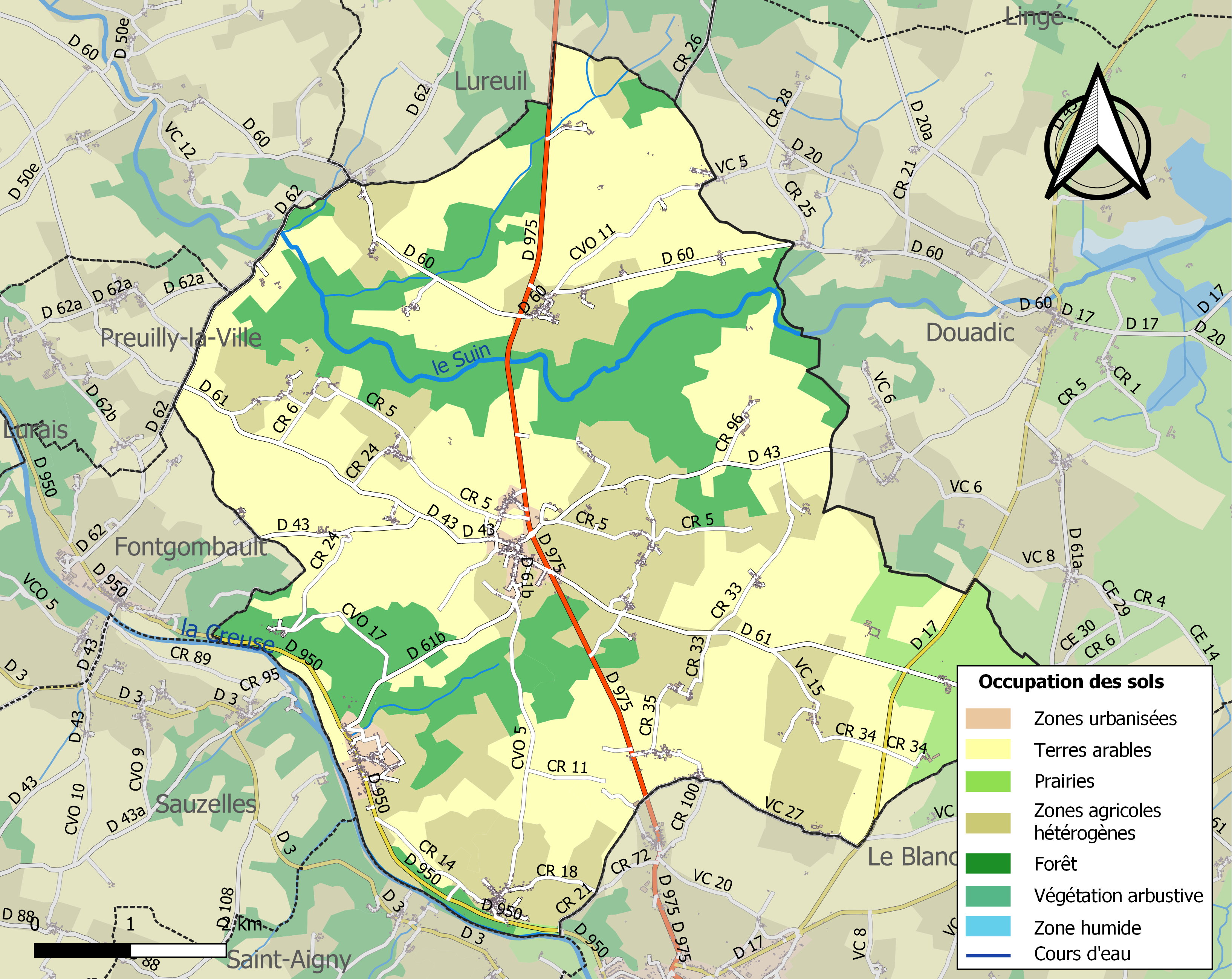
Carte des infrastructures et de l'occupation des sols de la commune en 2018 (CLC).

### Logement
Le tableau ci-dessous présente le détail du secteur des logements de la commune :
| Date du relevé                                              | 2013   |
| Nombre total de logements                                   | 600    |
| Résidences principales                                      | 78,2 % |
| Résidences secondaires                                      | 12,1 % |
| Logements vacants                                           | 9,7 %  |
| Part des ménages propriétaires de leur résidence principale | 83,5 % |

### Rond-point
Un rond-point est inauguré en 2012, figurant un fromage de chèvre de Pouligny géant, et une chèvre marron à taille réelle, réalisée par un artisan local. Le jour de l'inauguration du rond-point, la chèvre est cassée et vandalisée. La chèvre est remplacée, puis de-nouveau vandalisée, la suivante étant volée. La municipalité remplace par une chèvre avec ses chevreaux, estimant que ce type de figuration se prêtera moins au vandalisme. Après plusieurs années, les statues de chèvres et de chevaux sont totalement détruites, et les têtes emmenées. Au total, 13 chèvres sont volées ou vandalisées en 8 ans. L'une d'elles est retrouvée dans la Creuse, après avoir été vraisemblablement jetée du haut d'un pont.

### Risques majeurs
Le territoire de la commune de Pouligny-Saint-Pierre est vulnérable à différents aléas naturels : météorologiques (tempête, orage, neige, grand froid, canicule ou sécheresse), inondations, feux de forêts, mouvements de terrains et séisme (sismicité faible). Il est également exposé à un risque technologique, la rupture d'un barrage. Un site publié par le BRGM permet d'évaluer simplement et rapidement les risques d'un bien localisé soit par son adresse soit par le numéro de sa parcelle.

#### Risques naturels
Certaines parties du territoire communal sont susceptibles d’être affectées par le risque d’inondation par débordement de cours d'eau, notamment la Creuse et le Suin. La commune a été reconnue en état de catastrophe naturelle au titre des dommages causés par les inondations et coulées de boue survenues en 1982, 1990, 1999 et 2016,.
Pour anticiper une remontée des risques de feux de forêt et de végétation vers le nord de la France en lien avec le dérèglement climatique, les services de l’État en région Centre-Val de Loire (DREAL, DRAAF, DDT) avec les SDIS ont réalisé en 2021 un atlas régional du risque de feux de forêt, permettant d’améliorer la connaissance sur les massifs les plus exposés. La commune, étant pour partie dans le massif de Brenne, est classée au niveau de risque 1, sur une échelle qui en comporte quatre (1 étant le niveau maximal).

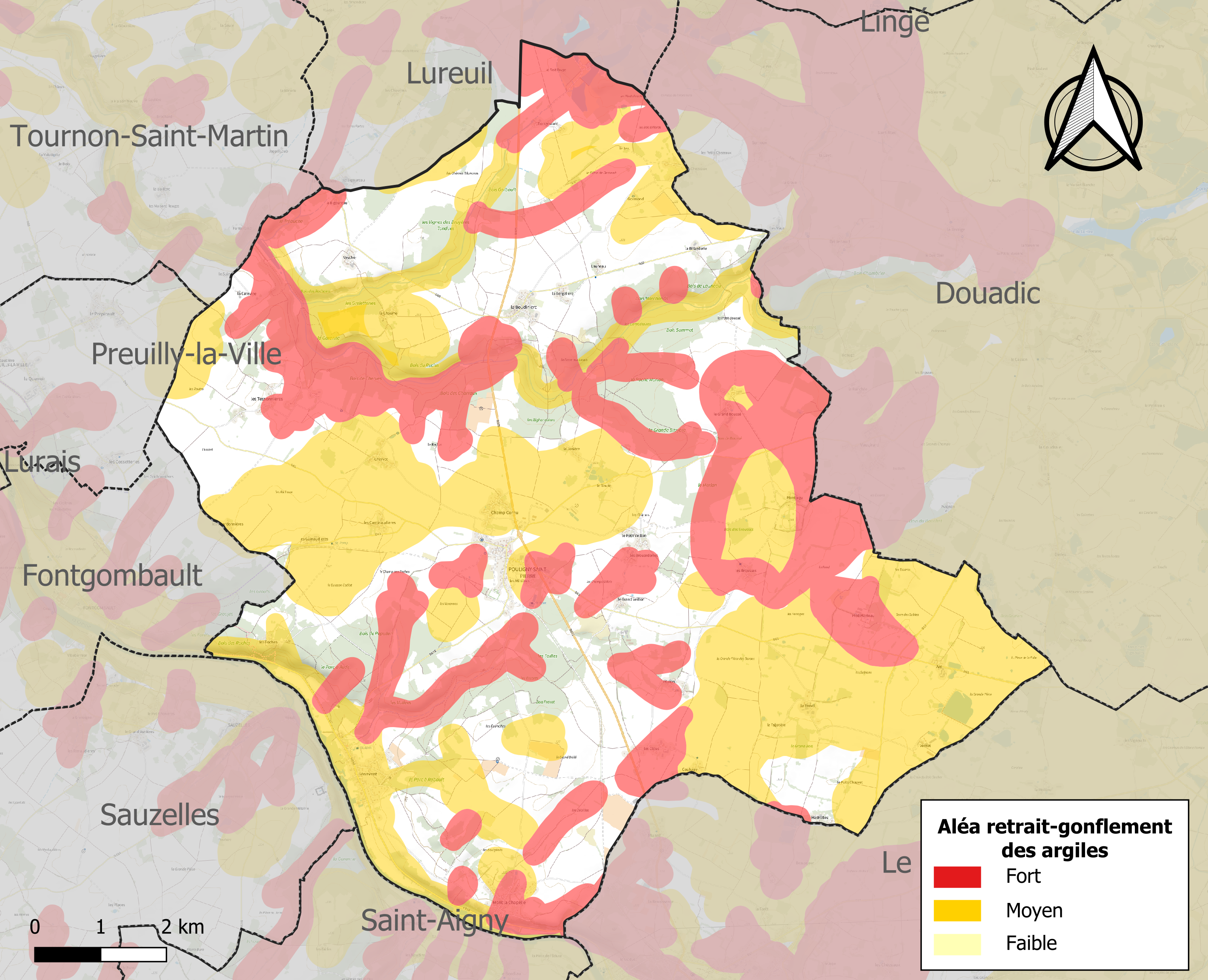
Carte des zones d'aléa retrait-gonflement des sols argileux de Pouligny-Saint-Pierre.

Les mouvements de terrains susceptibles de se produire sur la commune sont des tassements différentiels.
Le retrait-gonflement des sols argileux est susceptible d'engendrer des dommages importants aux bâtiments en cas d’alternance de périodes de sécheresse et de pluie. 66,6 % de la superficie communale est en aléa moyen ou fort (84,7 % au niveau départemental et 48,5 % au niveau national). Sur les 661 bâtiments dénombrés sur la commune en 2019, 471 sont en aléa moyen ou fort, soit 71 %, à comparer aux 86 % au niveau départemental et 54 % au niveau national. Une cartographie de l'exposition du territoire national au retrait gonflement des sols argileux est disponible sur le site du BRGM,.
Concernant les mouvements de terrains, la commune a été reconnue en état de catastrophe naturelle au titre des dommages causés par la sécheresse en 1989, 1991, 2016, 2018 et 2019 et par des mouvements de terrain en 1999.

#### Risques technologiques
La commune est en outre située en aval du Barrage d'Éguzon, de classe A et faisant l'objet d'un PPI, mis en eau en 1926, d’une hauteur de 58 mètres et retenant un volume de 57,3 millions de mètres cubes. À ce titre elle est susceptible d’être touchée par l’onde de submersion consécutive à la rupture de cet ouvrage.

## Toponymie
Ses habitants sont appelés les Cabouins.

## Histoire

### Préhistoire
Le site des Roches se trouve près du hameau des Roches en rive droite (côté nord-est) de la rivière Creuse, à 2,7 km au sud-ouest de Pouligny. Un long pan de falaise fait face au sud, avec à son pied la route D950 longeant la rivière. Il abrite deux sites fondamentaux et complémentaires pour l'étude de la deuxième partie du Paléolithique supérieur :
L'abri Fritsch, qui fait partie du site des Roches, a livré du Badegoulien (à raclettes et sans raclettes) et du Solutréen (dont Solutréen à pointes à cran).
L'abri Charbonnier se trouve lui aussi au bas de la falaise des Roches, à quelques centaines de mètres de l'abri Fritsch. Il tire son nom du premier à l'avoir fouillé : Olivier Charbonnier, instituteur / préhistorien qui est aussi le premier à s'être intéressé à la question de la provenance des roches utilisées par les hommes préhistoriques, et à établir un inventaire des ressources minérales du département de l'Indre. L'abri Charbonnier lui livre des vestiges aurignaciens et gravettiens.
La grotte des Vagabonds a livré du Châtelperronien et / ou de l'Aurignacien.

## Politique et administration
La commune dépend de l'arrondissement du Blanc, du canton du Blanc, de la première circonscription de l'Indre et de la communauté de communes Brenne - Val de Creuse.
Elle dispose d'une agence postale communale.

### Liste des maires
| Période                                  | Période          | Identité        | Étiquette | Qualité |
| ---------------------------------------- | ---------------- | --------------- | --------- | ------- |
| novembre 1832                            | 22 novembre 1848 | Louis Bachelier |           |         |
| juillet 1855                             | mars 1869        | Louis Bachelier |           |         |
| mars 2001                                | mars 2008        | Monique Duprat  | PS        | ?       |
| mars 2008,                               | En cours         | Roland Caillaud | UMP-LR    | Éleveur |
| Les données manquantes sont à compléter. |                  |                 |           |         |

## Population et société

### Démographie
L'évolution du nombre d'habitants est connue à travers les recensements de la population effectués dans la commune depuis 1793. Pour les communes de moins de 10 000 habitants, une enquête de recensement portant sur toute la population est réalisée tous les cinq ans, les populations de référence des années intermédiaires étant quant à elles estimées par interpolation ou extrapolation. Pour la commune, le premier recensement exhaustif entrant dans le cadre du nouveau dispositif a été réalisé en 2004.

En 2022, la commune comptait 1 032 habitants, en évolution de −4,97 % par rapport à 2016 (Indre : −3 %, France hors Mayotte : +2,11 %).
| 1793  | 1800  | 1806  | 1821  | 1831  | 1836  | 1841  | 1846  | 1851  |
| ----- | ----- | ----- | ----- | ----- | ----- | ----- | ----- | ----- |
| 2 553 | 2 041 | 2 031 | 1 956 | 2 049 | 2 158 | 2 048 | 2 097 | 2 155 |

| 1856  | 1861  | 1866  | 1872  | 1876  | 1881  | 1886  | 1891  | 1896  |
| ----- | ----- | ----- | ----- | ----- | ----- | ----- | ----- | ----- |
| 2 167 | 2 120 | 2 125 | 1 947 | 1 898 | 1 863 | 1 885 | 1 829 | 1 683 |

| 1901  | 1906  | 1911  | 1921  | 1926  | 1931  | 1936  | 1946  | 1954  |
| ----- | ----- | ----- | ----- | ----- | ----- | ----- | ----- | ----- |
| 1 714 | 1 686 | 1 625 | 1 424 | 1 415 | 1 360 | 1 309 | 1 244 | 1 191 |

| 1962  | 1968  | 1975 | 1982 | 1990 | 1999 | 2004  | 2006  | 2009  |
| ----- | ----- | ---- | ---- | ---- | ---- | ----- | ----- | ----- |
| 1 120 | 1 018 | 972  | 982  | 962  | 974  | 1 003 | 1 002 | 1 050 |

| 2014  | 2019  | 2022  | - | - | - | - | - | - |
| ----- | ----- | ----- | - | - | - | - | - | - |
| 1 095 | 1 036 | 1 032 | - | - | - | - | - | - |

### Enseignement
La commune dépend de la circonscription académique du Blanc.

### Manifestations culturelles et festivités
Au mois de septembre a lieu la «Fête de la chèvre et du fromage».

### Médias
La commune est couverte par les médias suivants : La Nouvelle République du Centre-Ouest, Le Berry républicain, L'Écho - La Marseillaise, La Bouinotte, Le Petit Berrichon, France 3 Centre-Val de Loire, Berry Issoudun Première, Vibration, Forum, France Bleu Berry et RCF en Berry.

## Économie
La commune se situe dans l’aire urbaine du Blanc, dans la zone d’emploi du Blanc et dans le bassin de vie du Blanc.
La commune est renommée pour un fromage au lait cru de chèvre à qui elle a donné son nom, le pouligny-saint-pierre. Il s'agit de la première appellation d'origine de fromage de chèvre française ayant bénéficié d'une mesure de protection par appellation d'origine contrôlée (AOC), puis par appellation d'origine protégée (AOP) et donc reconnue depuis février 1972.
Sur le territoire de la commune était également présente, une laiterie (ancienne SA Couturier) du groupe Eurial Poitouraine produisant des fromages pour le marché nord-américain et le fromage Tournon-saint-pierre, pour le marché français.
Au printemps 2013, le groupe Eurial fermait son usine de Pouligny-Saint-Pierre pour la transférer à Tournon-Saint-Martin. Afin de conserver une activité économique autour de son fromage, le village a créé en 2011 une entreprise, gérée par une association et baptisée « La Maison du Fromage et des produits locaux », Il s'agit d'une boutique ouverte dans le centre du bourg pour y vendre tout d'abord du fromage dont le fameux Pouligny-saint-pierre, mais aussi, le succès venant, de nombreuses productions agricoles, industrielles et artisanales du Berry. La Maison du Fromage  et des produits locaux possède également un site de vente en ligne maisondufromage.fr.

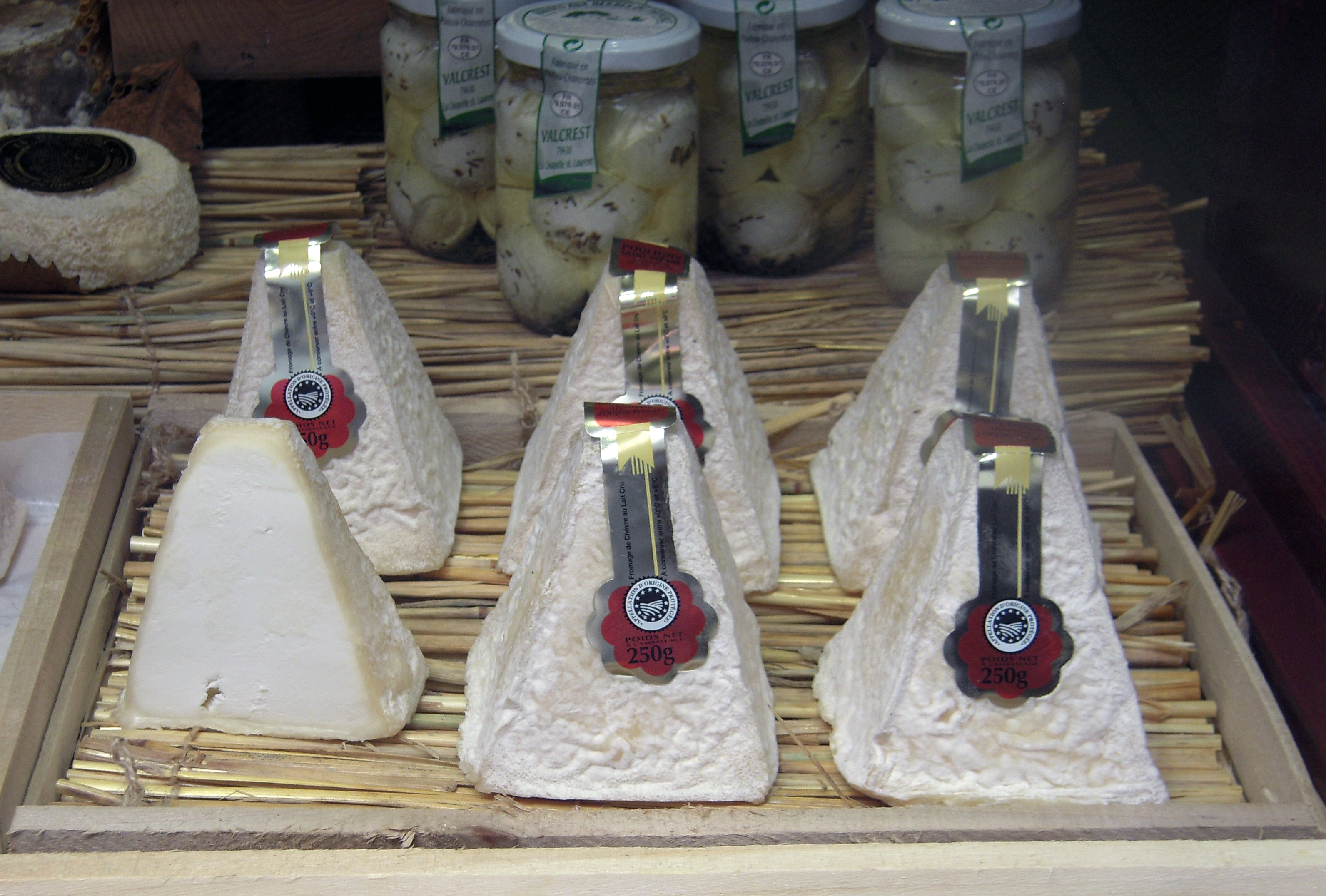
Le pouligny-saint-pierre en 2009.
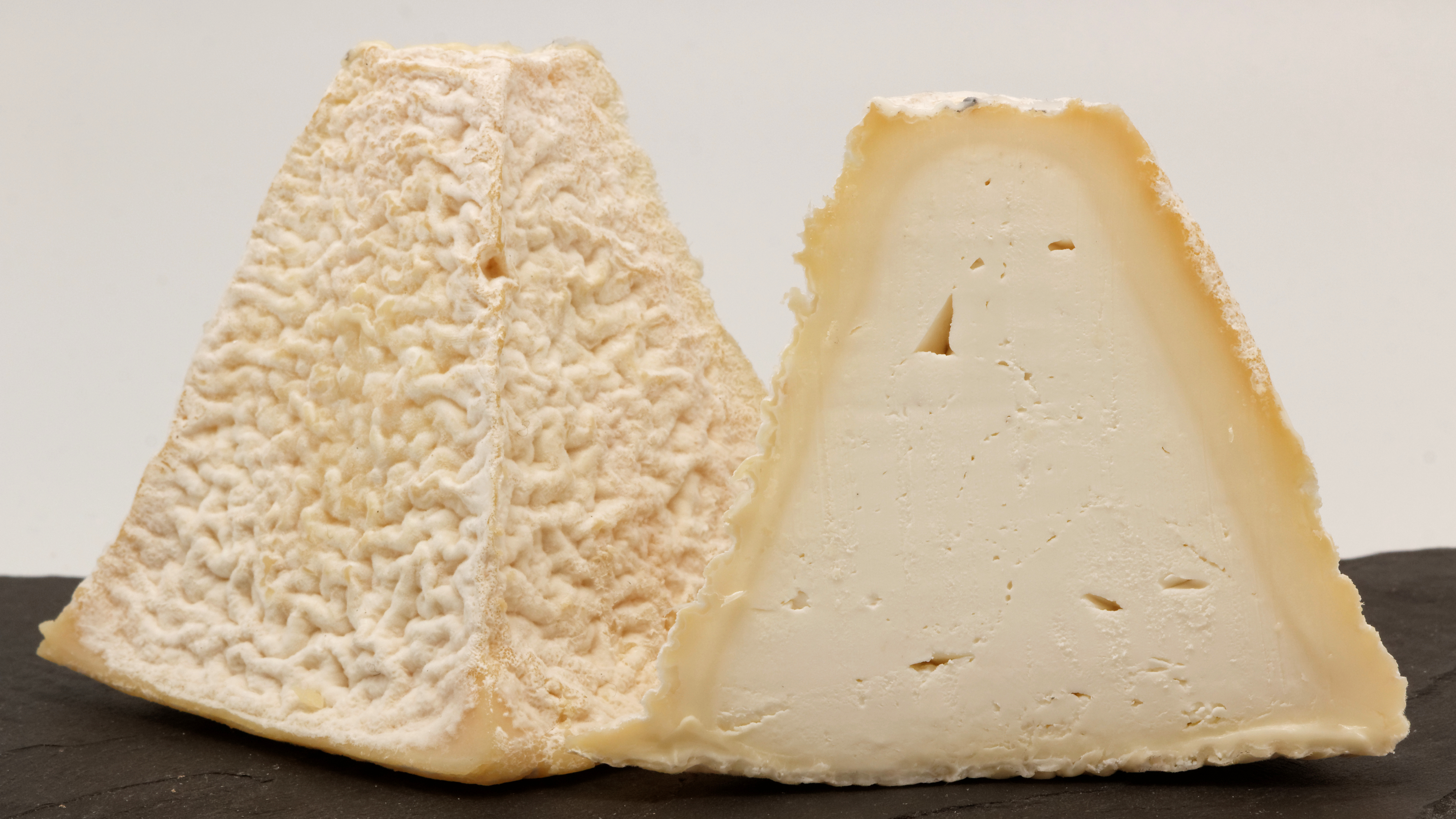
Pouligny-saint-pierre et sa coupe.

## Culture locale et patrimoine

### Lieux et monuments
- Église Saint-Pierre : l'église a des fresques du XVe siècle.
- Monument aux morts
- Pigeonniers cylindriques de Montaigu et de la seigneurie des Tessonnières.
- Vallée du Suin
- Causses de la Boudinière et des Veillons
- Hameau des Roches : dans la légende féerique de l'évangile de saint Jean[48].
- Réserve naturelle régionale du Bois des Roches
- Grotte Chabot
- Grotte de l'Hyène
- Grotte de Mont la Chapelle
- Grottes de l'Arche
- Gouffre du Rafou
- Grotte des Roches n° 3

### Personnalités liées à la commune
- Jean Rameau (1852-1931), poète et maître sonneur du Berry.
- André-Félix Aude (1867-1945), auteur français, mort à Pouligny-Saint-Pierre.
- Louis André Marie de Montfort (1920-1946), officier de marine, né à Pouligny-Saint-Pierre.